# Höllentalspitze
Höllentalspitze – masyw w paśmie Wettersteingebirge, w Alpach Bawarskich. Leży w Niemczech w Bawarii, przy granicy z Austrią (Tyrol). Na szczyt prowadzi droga ze schroniska Knorrhütte.
Höllentalspitze posiada trzy szczyty:
- Innere Höllentalspitze (2741 m),
- Mittleren Höllentalspitze (2743 m),
- Äußeren Höllentalspitze (2720 m).